# Cyberpunk (album)
Cyberpunk è il quinto album del cantante britannico Billy Idol, uscito nel 1993. 

## Descrizione
Ispirato al filone fantascientifico omonimo, fu lanciato dai singoli Shock to the system e Wasteland. Contiene anche Heroin, cover del celebre motivo dei Velvet Underground. L'album è composto effettivamente da 13 canzoni, collegate tra di loro da alcune brevi tracce, alcune delle quali con soli effetti sonori e parlati. Sono la numero 1, 3, 9, 12, 15, 18, 20.

## Tracce
1. Introduction Narration – 1:01
2. Wasteland – 4:35
3. Pre-Shock – 0:19
4. Shock to the System – 3:33
5. Tomorrow People – 5:07
6. Adam in Chains – 6:24
7. Neuromancer – 4:36
8. Power Junkie – 4:46
9. That Which Beareth Thorns – 0:27
10. Love Labours On – 3:53
11. Heroin – 6:57
12. Injection – 0:22
13. Shangri La – 7:24
14. Concrete Kingdom – 4:52
15. Galaxy Within – 0:38
16. Venus – 5:47
17. Then the Night Comes – 4:37
18. Before Dawn – 0:25
19. Mother Dawn – 5:03
20. Hold Me – 0:56